# Distretto di La Roche-Bernard
Il distretto di La Roche-Bernard era una divisione territoriale francese del dipartimento del Morbihan, istituita nel 1790 e soppressa nel 1795.
Era formato dai cantoni di la Roche Bernard, Camoel, Muzillac, Peaule e Rieux.